# Енджел Блу
Енджел Блу (англ. Angel Blue; 3 травня 1984, Каліфорнія, США) — американська оперна співачка (сопрано).

## Біографія
Енджел Блю народилася 3 травня 1984 року в Каліфорнії. 2005 року вона закінчила зі ступенем бакалавра в галузі музики Університет Редлендс (англ. University of Redlands), а в 2007 році отримала ступінь магістра в виконанні опери в Каліфорнійському Університеті в Лос-Анджелесі (UCLA). Крім того, Блу — випускниця спеціалізованої школи Los Angeles County High School for the Arts, де дівчина займалася вокалом і вивчала гру на фортепіано. Вона брала участь в програмі для молодих артистів 'Domingo-Thornton Young Artist Program' при Опері Лос-Анджелеса (англ. Los Angeles Opera) в 2007—2009 роках, а з 2009 року навчалася за програмою 'Artistas de la Academia Placido Domingo' оперного театру в Валенсії, Іспанія, під керівництвом Альберто Дзедди, Лоріна Маазеля і Зубіна Мети.
У 2009 році Блу стала фіналісткою конкурсу «Опералія» і зайняла 1-е місце за виконання сарсуели і 2-е за оперний спів. Вона також була відзначена на 'Metropolitan Opera National Council Auditions' і 'Redlands Bowl Competition' і виграла премію 'Dorothy Chandler Pavilion's Emerging Young Entertainers Award'.
Також в юності Енджел брала участь в конкурсах краси і була моделлю. Вона стала першою і єдиною афроамериканкою, що носила титул 'Miss Apple Valley California'. Вона брала участь в конкурсах 'Miss Empire America 2003', 'Miss Hollywood 2005', 'Miss California 2005', 'Miss Southern California 2006' і 'Miss Nevada 2007'. На конкурсах талантів вона нерідко використовувала свій вокальний талант.
Енджел Блу виконувала провідні партії і виступала як солістка в Опері Лос-Анджелеса, Опері Сан-Франциско і ряді концертних залів. В її оперному репертуарі є такі ролі, як Віолетта в «Травіаті», Мюзетта в «Богемі», Мікаела в «Кармен», головна партія в «Лючії ді Ламмермур», Хелена в «Сні літньої ночі», Лю в «Турандоті», Манон, Графиня Альмавіва в «Весіллі Фігаро», Джульєтта і Антонія в «Казках Гофмана», Дідона в «Дідоні та Енеї» і Донна Анна «Дон Жуані».
Вона виконувала національний гімн на Прикордонній конференції губернаторів (англ. Border Governors Conference), де господарем виступав колишній каліфорнійський губернатор Арнольд Шварценеггер, і на Каліфорнійській жіночій конференції (англ. California Women's Conference), яку провела перша леді штату Марія Шрайвер.
У сезоні 2008—2009 Блу дебютувала в Опері Сан-Франциско в ролі Клари з «Поргі та Бесс», як солістка виступала з Симфонічним оркестром Валдоста (англ. Valdosta Symphony) в Джорджії, а також виконала сцени з Травіати в супроводі Корейського симфонічного оркестру в Сеулі і Пусані.
У наступному сезоні вона була солісткою Ріверсайдского філармонічного (англ. Riverside Philharmonic) і Адріанського симфонічного оркестрів (англ. Adrian Symphony); гастролювала по Італії з Альберто Дзеддою; виступала на концерті на користь постраждалих від землетрусу на Гаїті в Мадриді, Іспанія; співала на гала-концерті в Будапешті, Угорщина; і дебютувала на сцені Палацу мистецтв королеви Софії у Валенсії.
У сезоні 2010—2011 Блу часто співала в Валенсії, виступала в супроводі Американського молодіжного (англ. American Youth Symphony) і інших оркестрів і вийшла на сцену віденського театру Ан дер Він. У 2011 році вона гастролювала з Пласідо Домінго, відкриваючи центр Кауфмана (англ. Kaufmann Center) в Канзас-Сіті, штат Міссурі і побувала в Омані, Китаї і Хорватії (Croatia).

## Нагороди
- Конкурс «Опералія»: ІІ премія (2009); нагорода у категорії "сарсуела" (2009)
- Нагорода «Греммі»: категорія "найкращий оперний запис" (2020)